# Dihidroksiaceton
Dihidroksiaceton ili DHA, takođe poznat kao gliceron, je jednostavan ugljeni hidrat (trioza) sa formulom 
3
6
3
DHA se prvenstveno koristi kao sastojak proizvoda za potamnjivanje. Ova supstanca se često dobija iz biljnih izvora kao što su šećerna repa i šećerna trska, u putem fermentacije glicerina.

## Hemija
Dihidroksiaceton je higroskopni beli kristalni prašak koji ima slatki rashlađujući ukus i karakteristični miris. To je najjednostavnija od svih ketoza, i pošto ne sadrži hiralni centar, ona je jedina ketoza bez optičke aktivnosti. Normalna forma je dimer koji se sporo rastvara u rastvaraču 1:15 voda:etanol. Kad je sveže pripremljena, ova materija brzo prelazi u monomer u rastvoru. Monomer je veoma rastvoran u vodi, etanolu, dietil etru i acetonu.
DHA može biti pripremljen, zajedno sa gliceraldehidom, putem blage oksidacije glicerola, na primer sa vodonik-peroksidom i fero soli kao katalizatorom. Gliceraldehid je tautomer of dihidroksiaceton.

## Biologija
Negova fosfatna forma, dihidroksiaceton fosfat (DHAP) igra ulogu u glikolizi.

## Upotreba
Sposobnost DHA da doprinosi promeni boje kože su privi uočili Nemački naučnici 1920-tih godina. Njegovom upotrebom u procesima sa X-zracima, je primećeno da boje kože menja u braon.
1950-tih godina Eva Wittgenstein na Cincinati univerzitetu je izvela dalja istraživanja sa dihidroksiacetonom. Njene studije su se bavile korišćenjem DHA kao oralne medikacije za pomoć deci oboleloj od glikogenoze (bolest kod koje dolazi do nakupljanja glikogena u tkivima). Deca su primala velike doze DHA kroz usta, i ponekad su prosula ili ispljunula supstancu na kožu. Zdravstveni radnici su primetili da je koža postala braon nakon nekoliko sati od DHA ekspoziture.
Eva Wittgenstein je nastavila eksperiment sa ovom supstancom, primenjujući DHA rastvor na njenu sopstvenu kožu. Ona je bila u mogućnosti da konzistentno reprodukuje pigmentacioni efekat, i primetila je da DHA ne penetrira izvan pokožice (stratum corneum).
Dodatna istraživanja su razmatrala DHA efekat na bojenje kože u vezi sa tretmanom vitiligo pacijenata.
Ova promena boje kože nije toksična, i slična je Maillard reakciji. Ova pojava se često viđa u prehrambenoj industriji, i opisao ju je 1912 godine Louis Camille Maillard. DHA reaguje hemijski sa aminokiselinskim grupama, koje su deo proteina sadržanog u keratinskom sloju kože. Različite aminokiseline i DHA reaguju na više načina, proizvodeći različite tonove koloracije od žutog do braon. Rezultujući pigmenti se zovu melanoidini. Oni izgledaju slično melaninu, prirodnoj supstanci u dubljim slojevima kože koja daje braon boju nakon ekspoziture UV zracima.

### Vinarstvo
Bakterije vrsta A. aceti i G. oxydans koriste glicerol kao izvor ugljenika da formiraju dihidroksiaceton. DHA se formira ketogenezom glicerola u dihidroksiaceton. DHA može imati uticaja na kvalitet vina sa slatkim/eteričnim osobinama. DHA može takođe reagovati sa prolinom da proizvede aromu poput kore. Dihidroksiaceton može uticati na antimikrobnu aktivnost vina, i može se vezati za SO2.

### Teniranje bez sunca
Koperton je uveo prvi potrošački losion za teniranje bez sunca na tržište 1960-tih godina. Taj proizvod se zvao “Brzi deset” ili “QT”. On je prodavan kao noćno sredstvo za sunčanje, i druge kompanije su sledile sa sličnim proizvodima. Potrošači su se brzo izgubili intrest za ovim proizvodom zbog neatraktivnih efekata, kao što su narandžasti dlanovi, izbrazdanost, i nedovoljna obojenost. Zbog QT iskustava, mnogi ljudi u današnje vreme još uvek asociraju bezsunčano teniranje sa neuverljivim narandžastim tenom.
1970-tih godina FDA je stavile DHA permanentno na njihovu listu odobrenih kozmetičkih sastojaka.
1980-tih godina nove formulacije za teniranje bez sunca su se pojavile na tržištu. Usavršavanjem procesa za proizvodnju DHA su kreirani proizvodi koji daju prirodniju boju i bolje bleđenje. Potrošačka zabrinutost oko kožnih oštećenja vezanih za UV teniranje je podstakla dalju popularnost ovih proizvoda kao alternative UV teniranju. Veliki broj proizvoda se pojavio, i oni imaju raznovrsne formulacije.
U današnje vreme, dihidroksiaceton je glavni aktivni sastojak u svim kožnim preparatima za bezsunčano potamnjivanje. On se korišti sam ili u kombinacija sa drugim komponentama za teniranje, kao što je eritruloza. DHA se smatra najefektivnijim aditivom ove vrste.
Proizvodi za potamnjivanje sadrže DHA u koncentracijama od 1% to 15%. Većina slobodno-prodajnih proizvoda sadrži od 3% do 5%, dok profesionalni proizvodi imaju 5% do 15%. Procenti su proporcionalni nivoima obojenosti od svetlih do tamnih. Svetliji proizvodi su podesniji za početnike, mada je višestruka primena neophodna da bi se proizvela željena dubina boje. Tamniji proizvodi stvaraju jači deset u jednom premazu, ali su oni skloniji da proizvedu crte, neravnine, ili neželjene tonove. Veštačkom tenu je potrebno 2 do 4 sata da se pojavi na koži, i proces se nastavlja u sledećih 24 do 72 časa, u zavisnosti od formulacije.
Kad jednom dođe do potamnjenja kože, deset se ne gubi znojenjem ili pranjem sa sapunom u vodi. Koža postepeno izbledi u toku 3 do 10 dana, u skladu sa normalnim eksfolijacionim procesom. Eksfolijacija stimulisana produženom zaronjenosti u vodi, ili teško znojenje mogu oslabiti deset, pošto sve ove doprinosi brzoj eksfolijaciji mrtve kože (mrtvih ćelija kože koje čine zatamnjeni sloj kože.)
Sredstva za teniranje su formulisana u obliku sprejova, losione, gelova, krema, i kozmetičkih maramica. Produkti za profesionalnu upotrebu uključuju: kabine za sprej teniranje, prskalice, losione za ručnu promenu, gelove, kremove i maramice.
DHA ne oštećuje kožu, i smatra se bezbednim agentom za bojenje kože i prehrambenim suplementom. Kontaktni dermatitis je primećen samo u retkim slučajevima, međutim jedna nedavna studija je pokazala da DHA uzrokuje ozbiljni kontaktni dermatitis kod Meksičkih bezdlakih pasa. Većina slučajeva senzitivnosti je prouzrokovana drugim sastojcima kožnih produkata, kao što su prezervativi, biljni ekstrakti, boje i mirisi.
DHA je odobren za kozmetičku upotrebu od strane FDA, Kanadskog Ministarstva Zdravlja, i većine EU zemalja članica.
DHA-bazirane preparate za teniranje preporučuje Fondacija za kožni karcinom, Američka Akademija Dermatološke Asocijacije, Kanadska Dermatološka Asocijacija i Američka Medicinska Asocijacija.

### Prehrambeni suplement
U kombinaciji sa piruvatom, DHA se prodaje kao atletski nutricioni suplement za koji se tvrdi da je oralno konzumirani sagorevač-masnoće, i isto tako se tvrdi da povećava mišićnu masu.

### DHA bezbednosne konsideracije
U toku 24 sata nakon primene samoteniranja (sa visokim DHA koncentracijom, ~5%), koža je posebno podložna oštećenima os strane slobodnih-radikala iz sunčane svetlosti. Taj zaključak proizilazi is studije koju je 2007 godine sproveo Katinka Jung u Gematria Test laboratoriji u Berlinu. Četrdeset minuta nakon što su istraživači tretirali kožu uzorcima sa visokim DHA nivoom nađeno je da više od 180 procenata dodatnih slobodnih radikala je formirano u toku sunčane ekspoziture u poređenju sa netretiranom kožom. Jedan drug samo-tenirajući ingredijent, erituloza, proizvodi sličan odziv se koristi u visokim koncentracijama. U toku jednog dana nakon samo-tenirajuće aplikacije, ekscesivno izlaganje suncu se treba izbegavati i krema za sunce se treba nositi napolju. Antioksidantna krema se može koristiti da se umanji produkcija slobodnih radikala. Mada neki od samo-tenira sadrže kremu za sunčanje, njen efekat ne traje dugo nakon primene, i prividni ten ne zaštićuje kožu od UV ekspoziture.
Studija Junga sa saradnicima dalje potvrđuje ranije rezultate, demonstrirajući da dihidroksiaceton u kombinaciji sa dimetilisorbidom poboljšava proces (sunčanog) teniranja. Ta ranija studija je isto ustanovila da dihidroksiaceton ima efekat na aminokiseline i nukleiske kiseline što je nepovoljno za kožu.

## Spoljašnje veze
- Sunčanje je najzdravije uz kreme za samotamnjenje
- „Koko bez-sunčani proizvodi rade”. Архивирано из оригинала 14. 01. 2007. г. Приступљено 12. 05. 2010.
- Pilule za ten
- Fondacija za kožnog karcinoma o bez-sunčanom tenu
- DHA i Vitiligo
- Losioni za samotamnjenje
- Dihidroksiaceton

|  | Molimo Vas, obratite pažnju na važno upozorenje u vezi sa temama iz oblasti medicine (zdravlja). |